# حارة الفتح الوسطى (الصافية)

تعديل مصدري - تعديل

حارة الفتح الوسطى هي إحدى حارات حي الصافية بمديرية الصافية إحد مديريات العاصمة اليمنية صنعاء، بلغ تعداد سكانها 3970 نسمة حسب تعداد اليمن لعام 2004.